# Zamek w Coburgu
Zamek w Coburgu, niem. Veste Coburg – niemiecki zamek i forteca obronna usytuowana na wzgórzu nad miastem Coburg w Bawarii w Górnej Frankonii.
Ze względu na położenie i owalny kształt zamek nazywany jest Koroną Frankonii, niem. Fränkische Krone. Twierdza tylko raz w całej jej historii została poddana i to z powodu oszustwa w marcu 1635, podczas wojny trzydziestoletniej. Przejął ją wówczas generał Wilhelm de Lamboy, prezentując obrońcom fałszywy list księcia Johanna Ernsta z Saksonii-Eisenach.
Forteca wzniesiona została na jednym ze wzgórz Lasów Turyńskich o wysokości 464 m n.p.m.
W 1530 w zamku mieszkał przez szereg miesięcy Marcin Luter. W XX w. był rezydencją Karola Edwarda z Saksonii-Coburga-Gothy, wnuka królowej Wiktorii Hanowerskiej. Obecnie zamek jest siedzibą muzeum ze zbiorami należącymi do książęcej rodziny Saksonia-Coburg-Gotha. Kolekcje obejmują m.in.: malarstwo, druki, broń, zbroje i meble.
Forteca nie była zamieszkiwana przez rodzinę książęcą od XVI w., kiedy włodarze przenieśli się do Zamku Ehrenburg w Coburgu. Książę Ernest I przebudował zamek, czyniąc z niego romantyczną rezydencję w stylu gotyckim zgodnie z modą swojej epoki. W XX w. ponownie przebudowano zamek, likwidując ingerencje Ernsta I. Uczynił to książę Karol Edward z Saksonii-Coburga-Gothy (1884–1954), żonaty z Wiktorią (1885–1970).

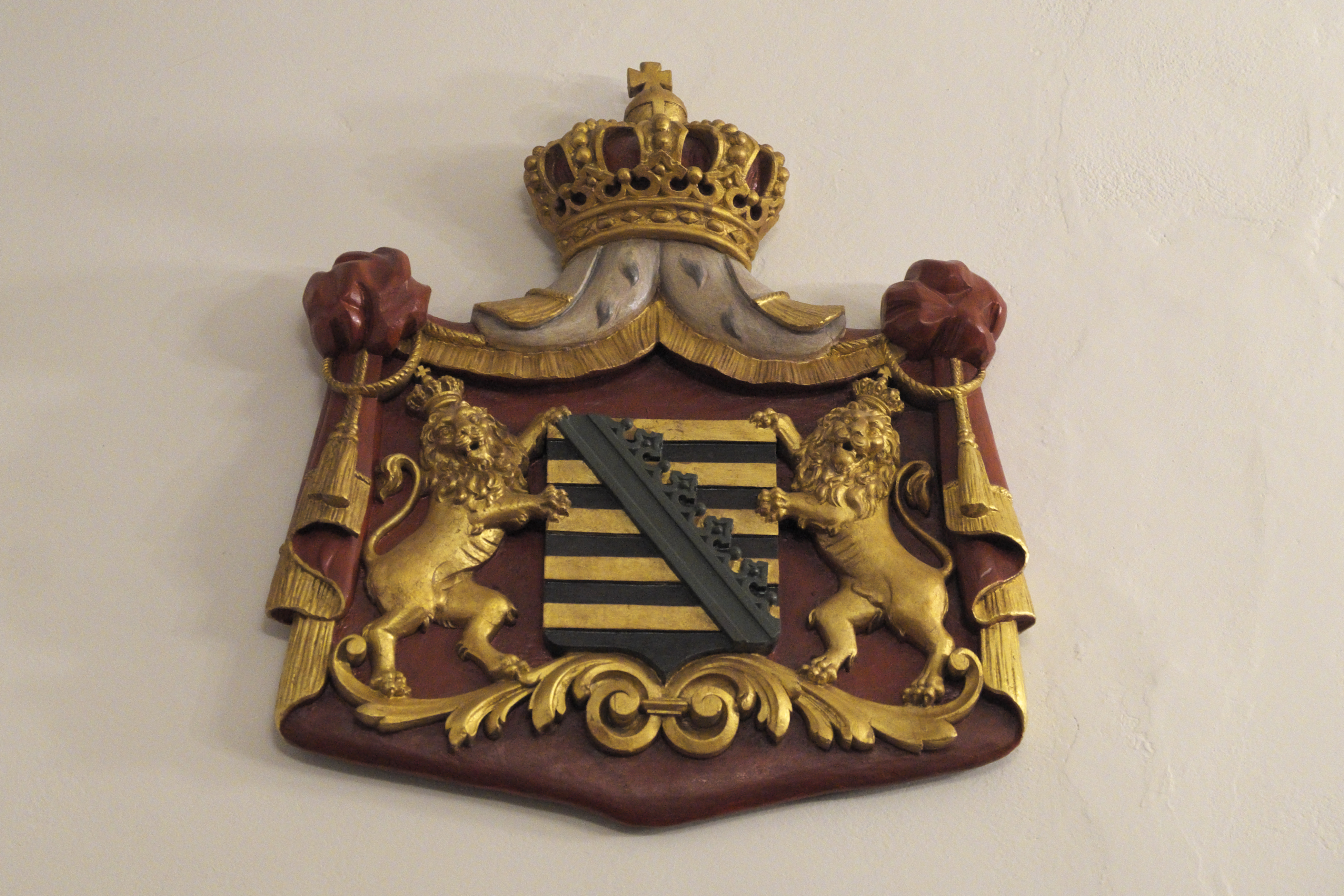
Herb Saksonii
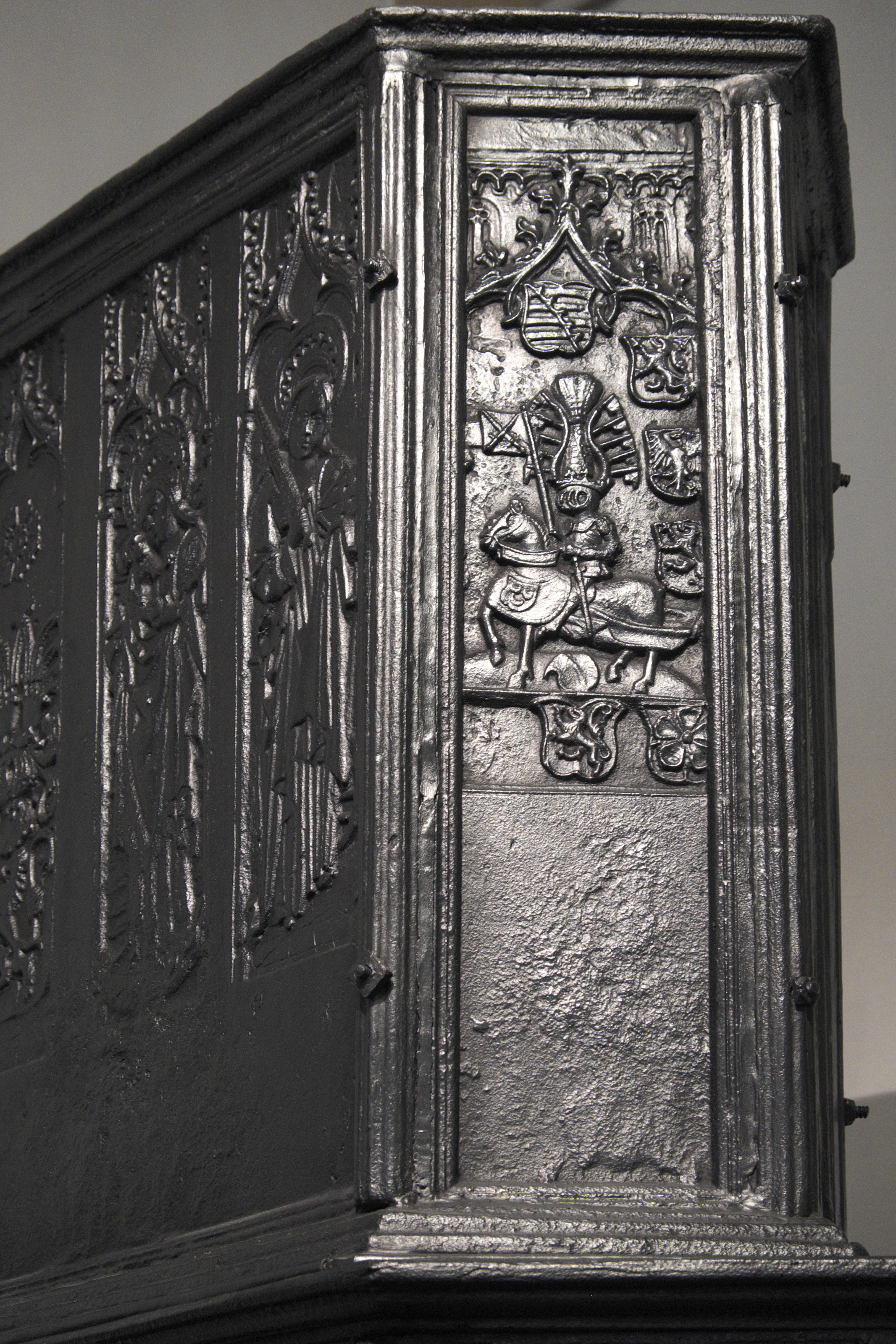
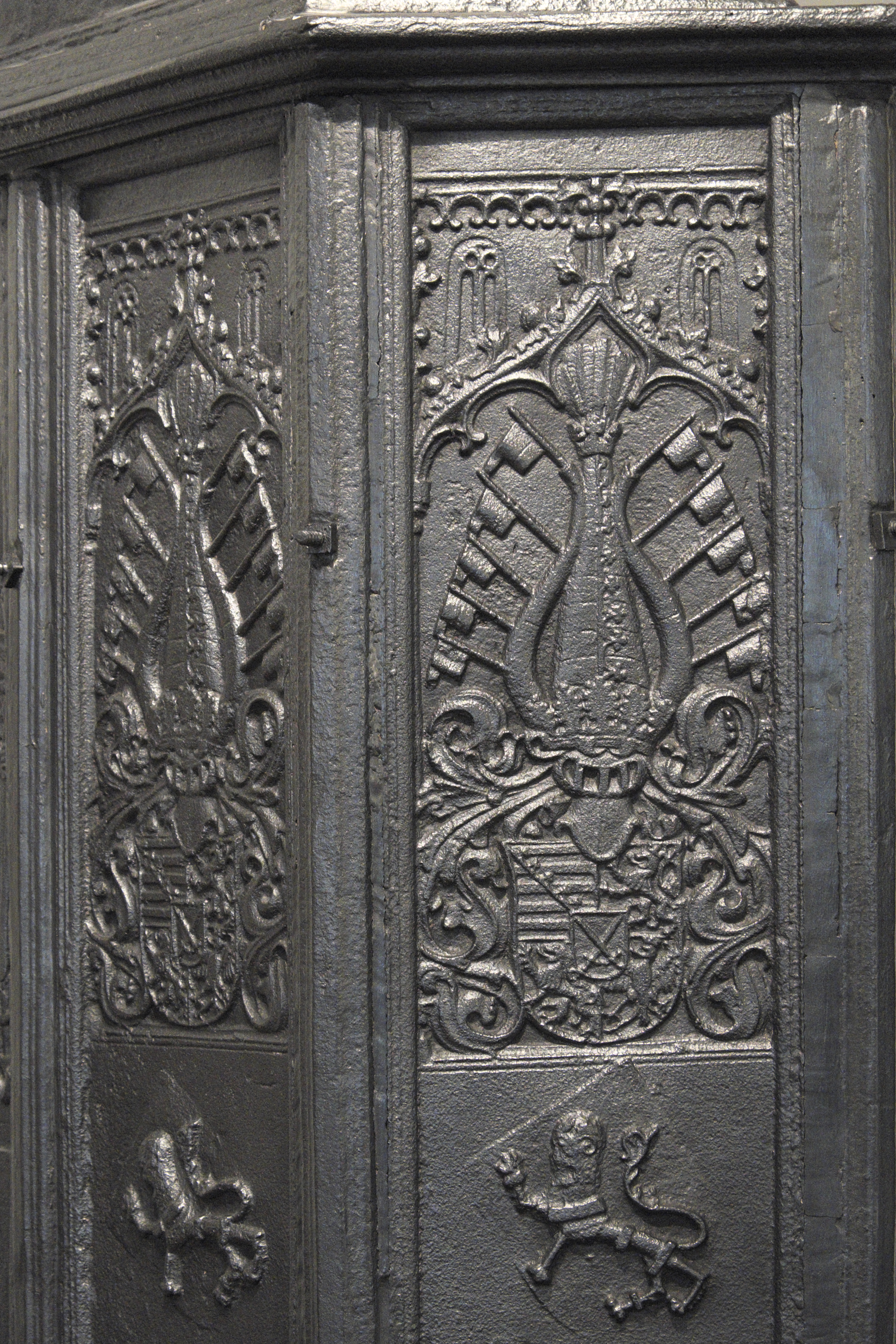
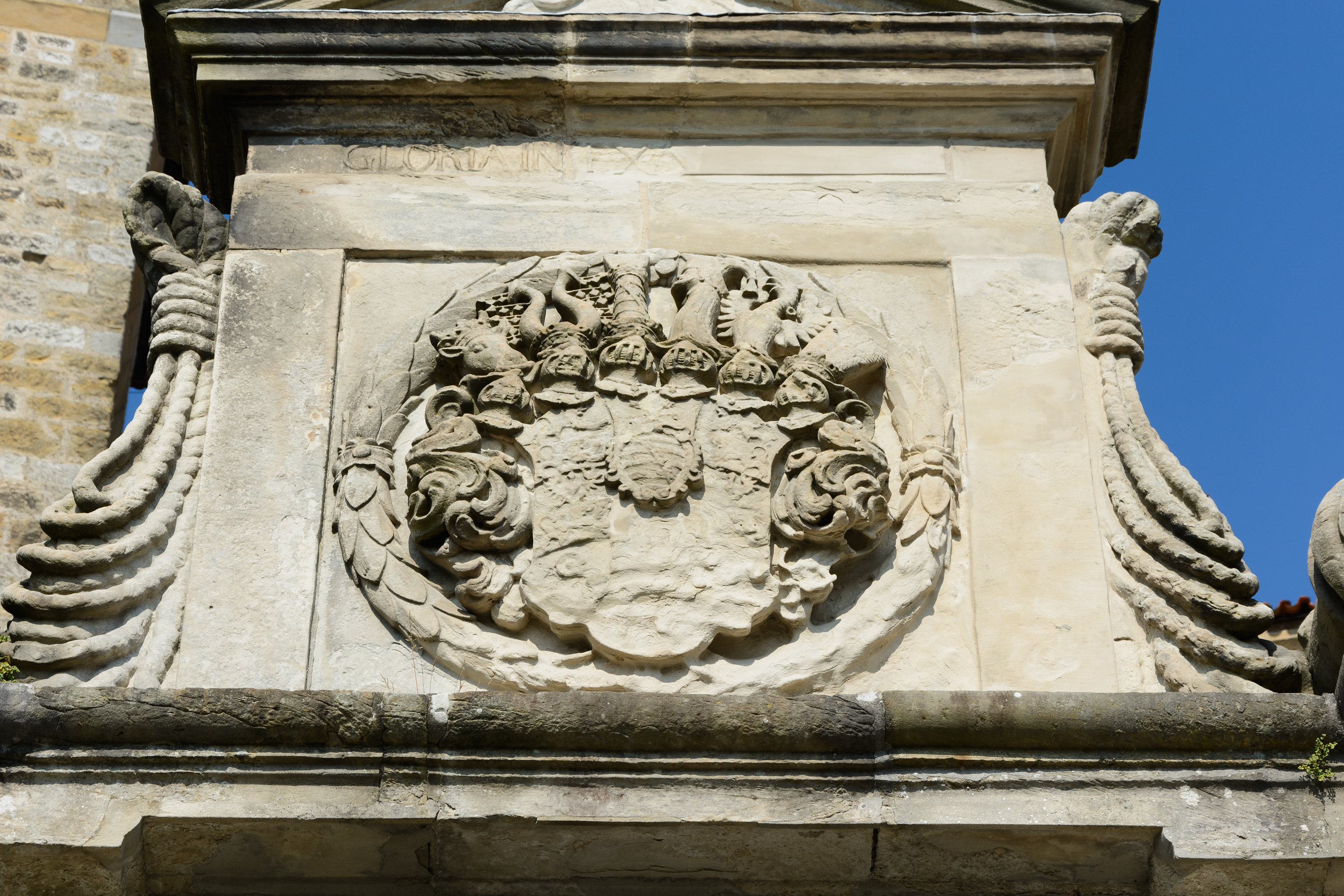
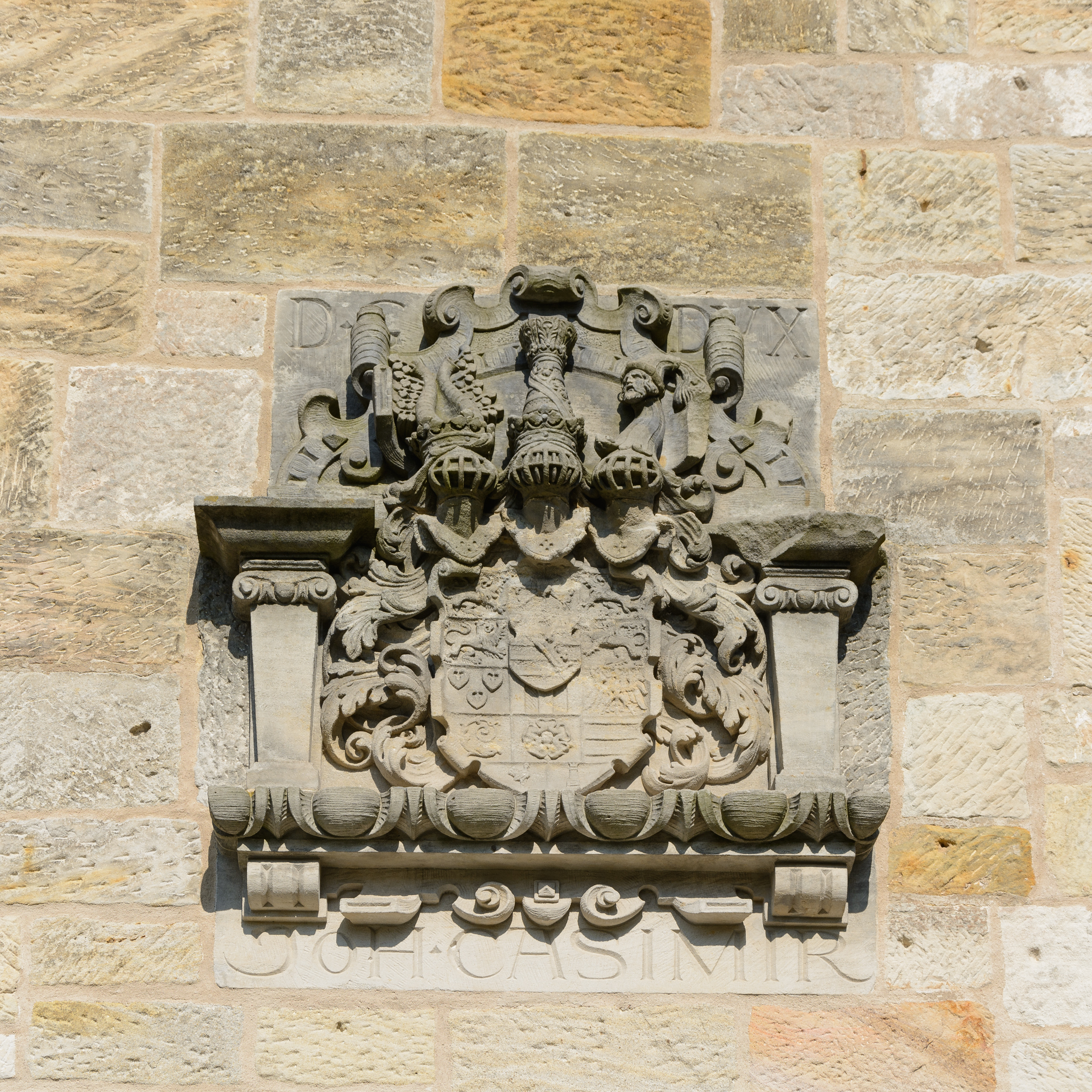
Herb Johanna Casimira Sachsen-Coburg(inne języki)
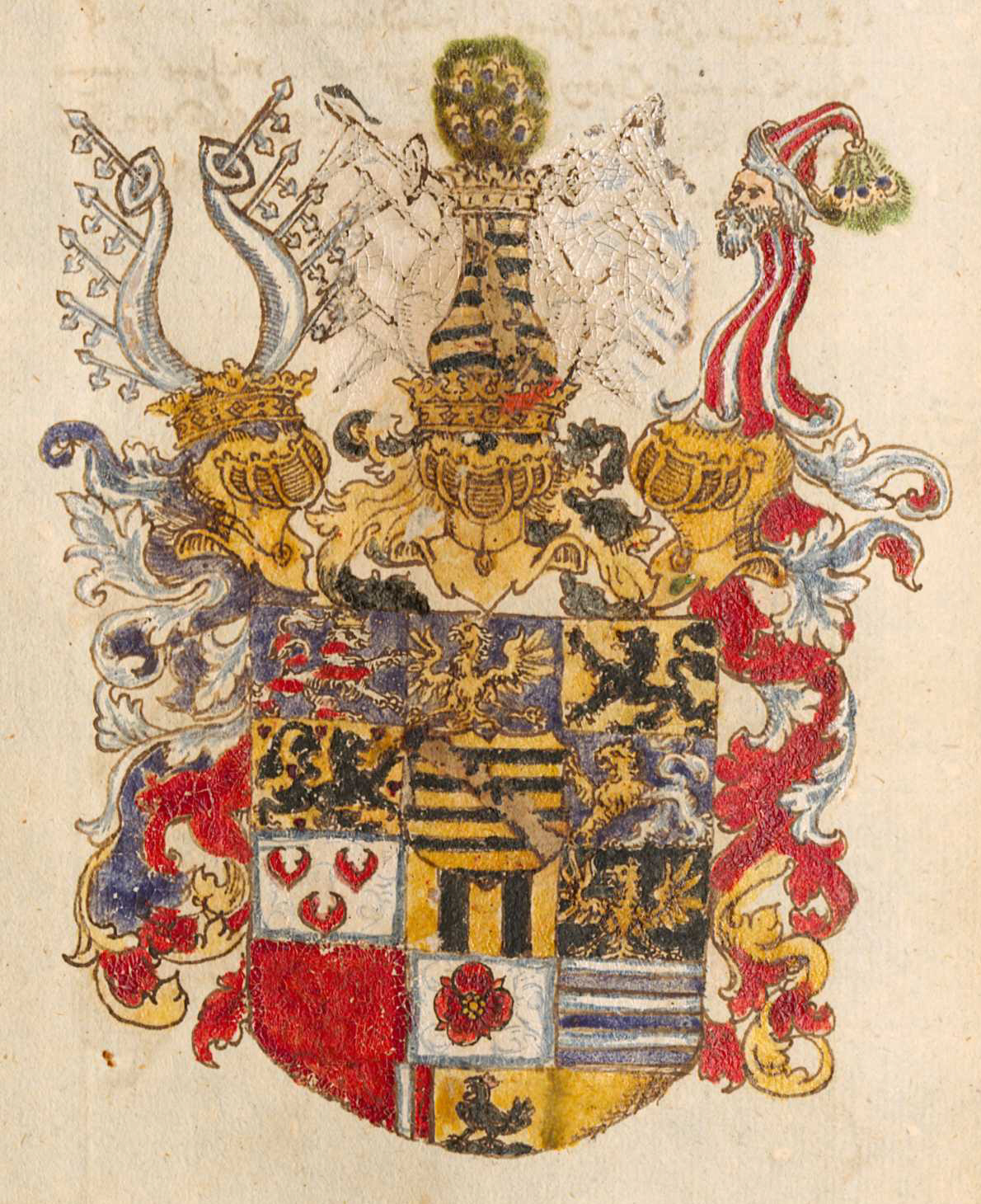
Herb Johanna Casimira Sachsen-Coburg
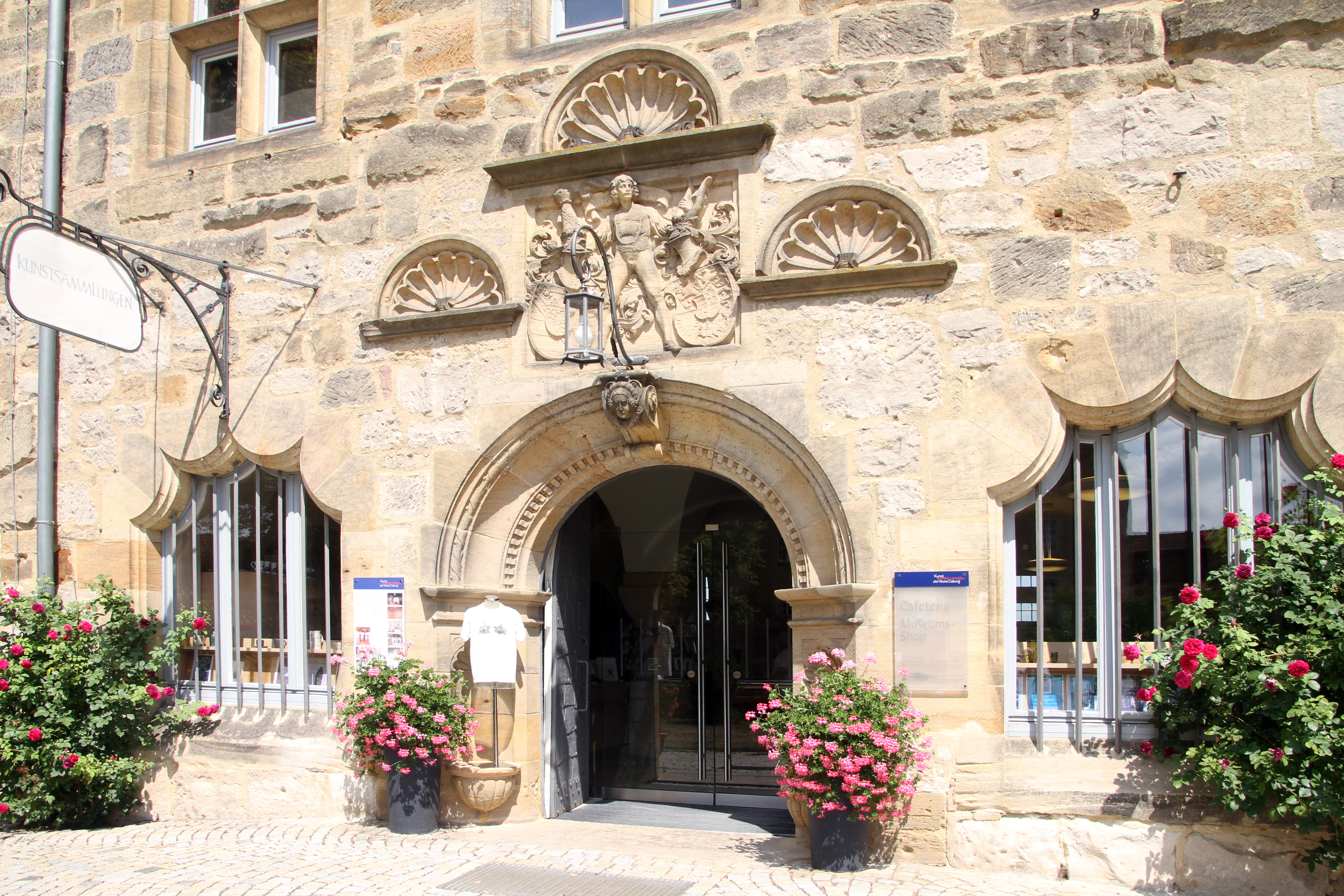
Herby Karola i Wiktorii
Herb Karola
Herb Wiktorii